# کایتی
کایتی (به لاتین: Kiti, Cyprus) یک روستا در قبرس است که در ناحیه لارناکا واقع شده‌است.

## خصوصیات
کایتی  ۴٬۲۵۲ نفر جمعیت دارد.